# 8 à Huit

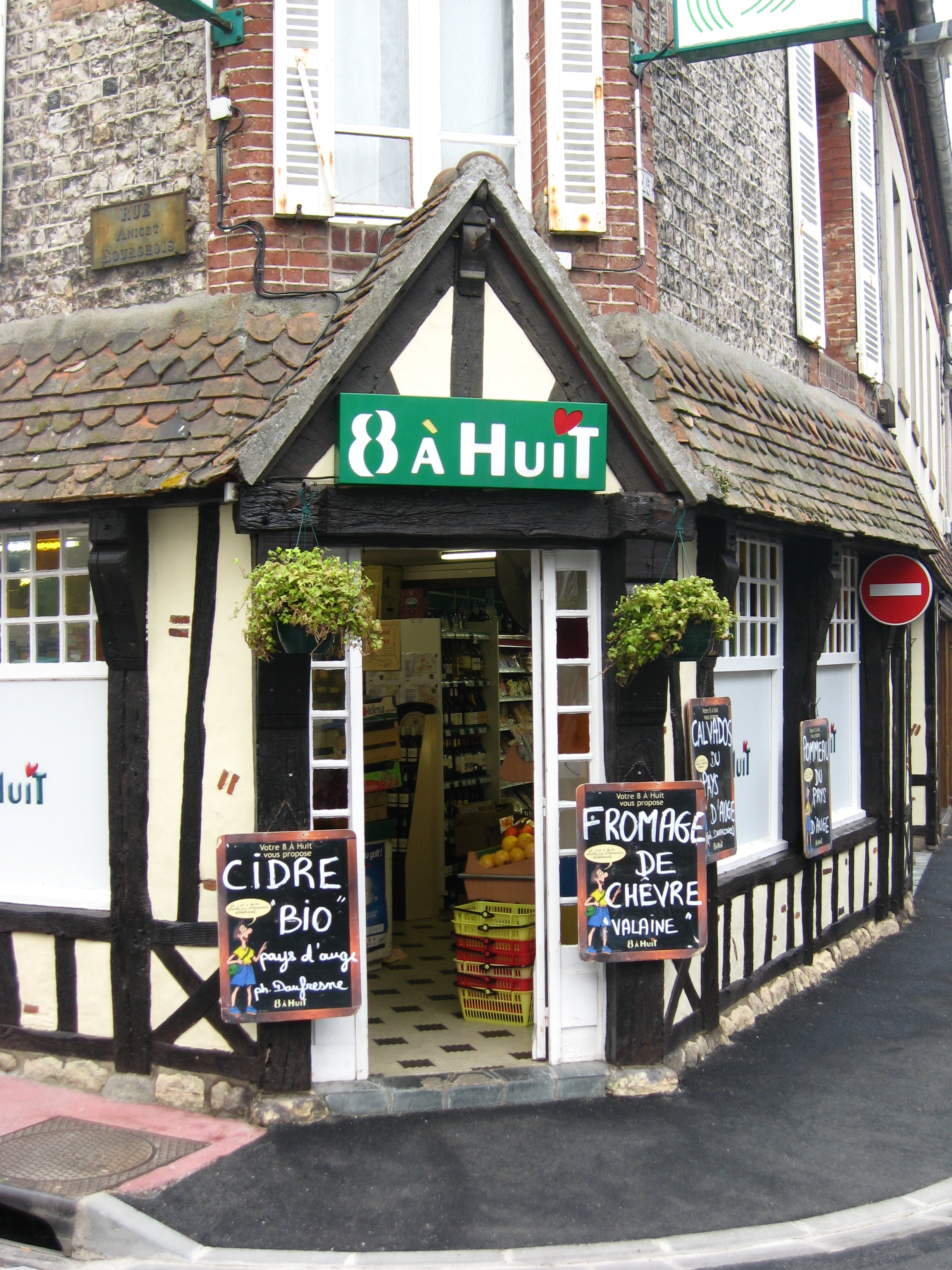
Un supermercado pequeño 8 à Huit en Etretat.

8 à Huit es una cadena de supermercados franceses pertenecientes al grupo Carrefour.

## Historia
8 à Huit 8 fue creado en 1977. Pertenece a Prodim, filial de supermercados de proximidad del grupo Carrefour. Los almacenes 8 à Huit disponen de una superficie de venta de entre 70 y 400 m² e incluyen secciones tradicionales como la carnicería, charcutería o incluso un espacio de comida rápida.

## Características
El grupo tiene de 1.800 a 2.400 productos. La identidad de la marca se basa en tres fuertes valores: la frescura, el servicio y la facilidad de uso por parte del consumidor. Los almacenes 8 à Huit proponen distintos servicios en función de su implantación y las necesidades locales. Hay servicio de entrega a domicilio, depósito de planchado, sellos, teléfono, fax... 
A principios de 2001, la cadena 8 à Huit contaba con 800 establecimientos en Francia.
- Datos: Q2818601
- Multimedia: 8 à Huit / Q2818601